# Conclave del 1644
Il conclave del 1644 venne convocato a seguito della morte del papa Urbano VIII (29 luglio 1644) e si concluse con l'elezione del papa Innocenzo X. 

## Situazione generale e svolgimento
Papa Urbano VIII morì il 29 luglio 1644, probabilmente di calcolosi renale. Alla notizia della morte il popolo romano insorse violentemente, in odio alla famiglia Barberini che aveva spadroneggiato e si era arricchita enormemente sotto il papato di Urbano, in particolare i nipoti Francesco, Antonio e Taddeo.
Il conclave iniziò il 9 agosto 1644; dei 61 cardinali del Sacro Collegio ne entrarono in conclave 57. Durante il conclave uno morì (Guido Bentivoglio) e due si ritirarono perché malati (Gaspare Mattei e Giulio Gabrielli). 
Il cardinale Gil Carrillo de Albornoz oppose il veto spagnolo all'elezione di Giulio Cesare Sacchetti, prima scelta della fazione francese, mentre pare che il cardinale Giulio Mazzarino avesse intenzione di porre il veto francese all'elezione di Giovanni Battista Pamphilj, per mezzo del suo ambasciatore, il dispaccio arrivò troppo tardi. Le votazioni si susseguirono inconcludenti per settimane, pochissimi riuscirono a ottenere preferenze significative. Il 12 settembre Cenerini ottenne 25 voti con l'accessus, causando l'ira e l'allontanamento temporaneo di Antonio Barberini, che lo osteggiava fortemente, ma i suoi consensi non crebbero ulteriormente. Il 14, Barberini propose infine ad Albornoz il nome di Pamphilj, uomo neutrale e di temperamento moderato, candidato accettabile da tutte le parti. In breve i voti confluirono su di lui, soltanto i francesi mantennero un risoluto rifiuto. Il 15 settembre 1644, dopo 37 giorni di votazioni, Giovanni Battista Pamphilj raggiungeva il quorum, risultando eletto con 48 voti. All'età di 70 anni il Pamphilj ascendeva al soglio pontificio ed assumeva il nome di Innocenzo X, in ossequio a papa Innocenzo VIII.
In occasione della sua incoronazione, avvenuta il 4 ottobre dalle mani del cardinale Carlo de' Medici, protodiacono di San Nicola alle Carceri, per la prima volta venne illuminata la cupola della basilica di San Pietro.

## Composizione del Sacro Collegio

### Cardinali presenti in conclave
| Nome                                             | Paese                      | Titolo                                                        | Ruolo | Nascita    | Concistoro |
| ------------------------------------------------ | -------------------------- | ------------------------------------------------------------- | --- | ---------- | ---------- |
| Marcello Lante                                   | Stato Pontificio           | Cardinale vescovo di Ostia e Velletri                         | Decano del Collegio cardinalizio; Governatore di Velletri | 1561       | 11/09/1606 |
| Pier Paolo Crescenzi                             | Stato Pontificio           | Cardinale vescovo di Porto e Santa Rufina                     | Prefetto della Congregazione dei Riti e Sottodecano del Collegio Cardinalizio                                                                                                | 1572       | 17/08/1611 |
| Francesco Cennini de' Salamandri                 | Granducato di Toscana      | Cardinale vescovo di Sabina                                   | Vescovo di Faenza | 21/11/1566 | 11/01/1621 |
| Guido Bentivoglio                                | Stato Pontificio           | Cardinale vescovo di Palestrina                               | Nunzio Apostolico Emerito | 04/10/1579 | 11/01/1621 |
| Ulderico Carpegna                                | Stato Pontificio           | Cardinale presbitero di Sant'Anastasia                        | Vescovo di Todi | 24/06/1596 | 28/11/1633 |
| Marcantonio Franciotti                           | Repubblica di Lucca        | Cardinale presbitero di Santa Maria della Pace                | Vescovo di Lucca | 08/09/1592 | 28/11/1633 |
| Paolo Emilio Rondinini                           | Stato Pontificio           | Cardinale diacono di Santa Maria in Aquiro                    | Vescovo di Assisi | 26/06/1617 | 13/07/1643 |
| Stefano Durazzo                                  | Repubblica di Genova       | Cardinale presbitero di San Lorenzo in Panisperna             | Arcivescovo metropolita di Genova | 05/08/1594 | 28/11/1633 |
| Francesco Maria Machiavelli                      | Granducato di Toscana      | Cardinale presbitero dei Santi Giovanni e Paolo               | Vescovo di Ferrara | 05/06/1609 | 16/12/1641 |
| Ascanio Filomarino                               | Regno di Napoli            | Cardinale presbitero di Santa Maria in Ara Coeli              | Arcivescovo metropolita di Napoli | 1583       | 16/12/1641 |
| Marcantonio Bragadin                             | Repubblica di Venezia      | Cardinale presbitero dei Santi Nereo e Achilleo               | Vescovo di Vicenza | 1592       | 16/12/1641 |
| Pierdonato Cesi                                  | Stato Pontificio           | Cardinale presbitero di San Marcello                          | Governatore di Perugia e dell'Umbria | 1583       | 16/12/1641 |
| Girolamo Verospi                                 | Stato Pontificio           | Cardinale presbitero di Sant'Agnese in Agone                  | Vescovo di Osimo | 27/07/1599 | 16/12/1641 |
| Vincenzo Maculani                                | Ducato di Parma e Piacenza | Cardinale presbitero di San Clemente                          | Arcivescovo metropolita di Benevento | 11/09/1578 | 16/12/1641 |
| Francesco Peretti di Montalto                    | Stato Pontificio           | Cardinale presbitero di San Girolamo dei Croati               | Principe di Venafro | 1595       | 16/12/1641 |
| Giovanni Giacomo Panciroli                       | Stato Pontificio           | Cardinale presbitero di Santo Stefano al Monte Celio          | Nunzio apostolico in Spagna | 1587       | 13/07/1643 |
| Fausto Poli                                      | Stato Pontificio           | Cardinale presbitero di San Crisogono                         | Vescovo di Orvieto | 17/02/1581 | 13/07/1643 |
| Lelio Falconieri                                 | Granducato di Toscana      | Cardinale presbitero di Santa Maria del Popolo                | Legato apostolico di Bologna | 1585       | 13/07/1643 |
| Gaspare Mattei Orsini                            | Stato Pontificio           | Cardinale presbitero di San Pancrazio fuori le mura           | Nunzio apostolico in Austria | 1598       | 13/07/1643 |
| Cesare Facchinetti                               | Stato Pontificio           | Cardinale presbitero dei Santi Quattro Coronati               | Vescovo di Senigallia | 29/09/1608 | 13/07/1643 |
| Girolamo Grimaldi-Cavalleroni                    | Repubblica di Genova       | Cardinale presbitero di Sant'Eusebio                          | Nunzio apostolico nel Granducato di Toscana; Arcivescovo metropolita di Candia                                                                                               | 20/08/1597 | 13/07/1643 |
| Carlo Rossetti                                   | Stato Pontificio           | Cardinale diacono di San Cesareo in Palatio                   | Vescovo di Faenza | 1614       | 13/07/1643 |
| Giovanni Battista Altieri                        | Stato Pontificio           | Cardinale presbitero di Santa Maria sopra Minerva             | Vescovo di Todi | 20/06/1589 | 13/07/1643 |
| Giulio Roma                                      | Ducato di Milano           | Cardinale vescovo di Frascati                                 | Vescovo di Tivoli | 16/09/1584 | 11/01/1621 |
| Antonio Barberini, O.F.M.Cap.                    | Granducato di Toscana      | Cardinale presbitero di Santa Maria in Trastevere             | Prefetto della Congregazione per la residenza dei vescovi; Archivista di Santa Romana Chiesa; Penitenziere Maggiore; Arciprete della Basilica di San Pietro in Vaticano      | 18/11/1569 | 07/10/1624 |
| Ernst Adalbert von Harrach                       | Sacro Romano Impero        | Cardinale presbitero di Santa Prassede                        | Arcivescovo metropolita di Praga; Primate di Boemia; Priore dei Crocigeri della Stella Rossa                                                                                 | 04/11/1598 | 19/01/1626 |
| Bernardino Spada                                 | Stato Pontificio           | Cardinale presbitero di San Pietro in Vincoli                 | Prefetto della Congregazione dell'Indice dei Libri Proibiti | 21/04/1594 | 19/01/1626 |
| Federico Baldissera Bartolomeo Corner            | Repubblica di Venezia      | Cardinale presbitero di San Marco                             | Patriarca di Venezia | 16/11/1579 | 19/01/1626 |
| Giulio Cesare Sacchetti                          | Stato Pontificio           | Cardinale presbitero di Santa Susanna                         | Prefetto del Supremo Tribunale della Segnatura Apostolica | 17/12/1587 | 19/01/1626 |
| Giovanni Domenico Spinola                        | Repubblica di Genova       | Cardinale presbitero di Santa Cecilia                         | Vescovo di Mazara del Vallo | 25/09/1579 | 19/01/1626 |
| Alfonso de la Cueva-Benavides y Mendoza-Carrillo | Regno di Spagna            | Cardinale presbitero di Santa Balbina                         | Vescovo di Malaga | 25/07/1574 | 05/09/1622 |
| Giovanni Battista Pamphilj                       | Stato Pontificio           | Cardinale presbitero di Sant'Eusebio                          | Prefetto della Congregazione del Concilio | 06/05/1574 | 30/08/1627 |
| Gil Carrillo de Albornoz                         | Regno di Spagna            | Cardinale presbitero di San Pietro in Montorio                | Camerlengo del Collegio Cardinalizio | 1581       | 30/08/1627 |
| Alphonse-Louis du Plessis de Richelieu           | Regno di Francia           | Cardinale presbitero della Santissima Trinità al Monte Pincio | Arcivescovo metropolita di Lione; Primate delle Gallie; Grande elemosiniere di Francia; Abate commendatario di Moutiers-Saint-Jean, Cormery, Saint-Étienne de Caen           | 1582       | 19/11/1629 |
| Ciriaco Rocci                                    | Stato Pontificio           | Cardinale presbitero di San Salvatore in Lauro                | Nunzio apostolico in Austria | 08/08/1582 | 19/11/1629 |
| Mario Theodoli                                   | Stato Pontificio           | Cardinale presbitero dei Santi Bonifacio e Alessio            | Vescovo di Imola | 1601       | 13/07/1643 |
| Francesco Angelo Rapaccioli                      | Stato Pontificio           | Cardinale presbitero di Santa Maria in Via                    | Tesoriere generale della Camera Apostolica | 1605       | 13/07/1643 |
| Francesco Adriano Ceva                           | Ducato di Savoia           | Cardinale presbitero di Santa Prisca                          | Maestro di Camera della Corte Pontificia | 1580       | 13/07/1643 |
| Angelo Giori                                     | Stato Pontificio           | Cardinale presbitero dei Santi Quirico e Giulitta             | Segretario dei Memoriali | 11/05/1586 | 13/07/1643 |
| Juan de Lugo y de Quiroga, S.J.                  | Regno di Spagna            | Cardinale presbitero di Santo Stefano al Monte Celio          | Teologo | 25/11/1583 | 13/07/1643 |
| Giovanni Battista Maria Pallotta                 | Stato Pontificio           | Cardinale presbitero di San Silvestro in Capite               | | 02/02/1594 | 19/11/1629 |
| Cesare Monti                                     | Ducato di Milano           | Cardinale presbitero di Santa Maria in Traspontina            | Arcivescovo metropolita di Milano | 15/05/1594 | 19/11/1629 |
| Francesco Maria Brancaccio                       | Regno di Napoli            | Cardinale presbitero dei Santi XII Apostoli                   | Vescovo di Viterbo e Tuscania | 15/04/1592 | 28/11/1633 |
| Alessandro Bichi                                 | Granducato di Toscana      | Cardinale presbitero di Santa Sabina                          | Vescovo di Carpentras; Abate commendatario di Montmajour | 30/09/1596 | 28/11/1633 |
| Francesco Barberini                              | Granducato di Toscana      | Cardinale presbitero di San Lorenzo in Damaso                 | Segretario della Congregazione della Romana e Universale Inquisizione; Arciprete della Basilica di San Pietro in Vaticano; Vice-Cancelliere di Santa Romana Chiesa           | 23/09/1597 | 02/10/1623 |
| Carlo de' Medici                                 | Granducato di Toscana      | Cardinale diacono di San Nicola in Carcere                    | Cardinale protodiacono; Prevosto di Santo Stefano di Prato | 19/03/1595 | 02/12/1615 |
| Marzio Ginetti                                   | Stato Pontificio           | Cardinale presbitero di Santa Maria in Trastevere             | Vicario generale di Sua Santità; Prefetto della Congregazione dei Vescovi e Regolari                                                                                         | 07/02/1586 | 19/01/1626 |
| Virginio Orsini                                  | Stato Pontificio           | Cardinale diacono di Santa Maria in Cosmedin                  | Sovrintendente alla riedificazione delle Mura Leonine | 17/01/1615 | 16/12/1641 |
| Girolamo Colonna                                 | Regno di Napoli            | Cardinale diacono di Sant'Angelo in Pescheria                 | Arcivescovo metropolita di Bologna; Arciprete della Basilica di San Giovanni in Laterano                                                                                     | 23/03/1604 | 30/08/1627 |
| Giangiacomo Teodoro Trivulzio                    | Ducato di Milano           | Cardinale diacono di San Cesareo in Palatio                   | Viceré d'Aragona | 27/10/1597 | 19/11/1629 |
| Luigi Capponi                                    | Granducato di Toscana      | Cardinale presbitero di San Lorenzo in Lucina                 | Arcivescovo metropolita di Ravenna; Cardinale protopresbitero | 1583       | 24/11/1608 |
| Giulio Gabrielli                                 | Stato Pontificio           | Cardinale diacono di Sant'Agata alla Suburra                  | Vescovo di Ascoli Piceno; Legato apostolico di Urbino | 06/01/1603 | 16/12/1641 |
| Antonio Barberini                                | Stato Pontificio           | Cardinale diacono di Santa Maria in Via Lata                  | Arciprete della Basilica Liberiana di Santa Maria Maggiore; Abate commendatario di Subiaco; Legato apostolico di Avignone; Cardinale protettore dell'Almo collegio Capranica | 05/08/1607 | 30/08/1627 |
| Rinaldo d'Este                                   | Ducato di Modena e Reggio  | Cardinale diacono di Santa Maria Nuova                        | | 10/08/1617 | 16/12/1641 |
| Vincenzo Costaguti                               | Repubblica di Genova       | Cardinale diacono di Santa Maria in Portico Octaviae          | Reggente della Cancelleria Apostolica | 27/10/1612 | 13/07/1643 |
| Giovanni Stefano Donghi                          | Repubblica di Genova       | Cardinale diacono di San Giorgio in Velabro                   | Legato apostolico di Ferrara | 1608       | 13/07/1643 |
| Achille d'Estampes de Valençay                   | Regno di Francia           | Cardinale diacono di Sant'Adriano al Foro                     | Luogotenente Generale dell'esercito pontificio | 05/07/1593 | 13/07/1643 |

Cardinali assenti:
1. François de la Rochefoucald, vescovo di Senlis
2. Baltasar Moscoso y Sandoval, vescovo di Jaén
3. Giulio Raimondo Mazzarino
4. Gaspar Borja y Velasco
5. Agostino Spinola